# Języki helleno-ormiańskie
Języki helleno-ormiańskie (greko-ormiańskie) – hipotetyczna podrodzina językowa w obrębie języków indoeuropejskich, skupiająca języki helleńskie oraz ormiańskie.
Według części współczesnych językoznawców języki te pochodzą od wspólnego języka prahellenoormiańskiego.